# Metida (mitologija)
Metida ili Metis (grč. Μῆτις, Mễtis) u grčkoj mitologiji Okeanova je i Tetijina kći, Titanida; prva Zeusova žena, Atenina majka. Božica je mudrosti, dubokog razmišljanja i obrta.

## Etimologija
Metidino grčko ime označava "mudrost". Po njoj je nazvan Jupiterov mjesec i jedan asteroid.

## Mitologija
Bog Zeus je spavao s njom, ali se odmah pobojao posljedica. Proročanstvo je govorilo da će Metida roditi iznimno moćnu djecu - Atenu i sina koji će svrgnuti Zeusa.
Sama priča o porijeklu dolazi u nekoliko inačica, a detaljan prikaz opisuje Heziod u svojoj Teogoniji govori da je Zeus spavao s Metidom, ali odmah se potom pobojao posljedica. Pretvorio je Metidu u muhu i progutao je odmah nakon odnosa. Ali, bilo je prekasno, Metida je već zanijela dijete te je odmah počela praviti kacigu i odjeću za svoju kćer, pri čemu je stvarala veliku buku uzrokujući Zeusu veliku bol. Zatim je Prometej/Hefest/Hermes/Palemon minojskom dvostrukom sjekirom (labris) rastvorio Zeusovu glavu, a Atena je iskočila u punoj ratnoj opremi. Postala je Zeusova najdraža kći.

## Vanjske poveznice
- Metida u klasičnoj literaturi i umjetnosti (engl.)